# Nannoniscus inermis
Nannoniscus inermis är en kräftdjursart som beskrevs av Hansen 1916. Nannoniscus inermis ingår i släktet Nannoniscus och familjen Nannoniscidae. Inga underarter finns listade i Catalogue of Life.